# Hammerteich (Doberlug-Kirchhain)
Der Hammerteich Doberlug-Kirchhain befindet sich an der Landstraße 622 zwischen Doberlug-Kirchhain und Rückersdorf und gilt als ältester Teich der Niederlausitz. Er entstand ursprünglich durch den Abbau von Raseneisenstein für Bauzwecke im Mittelalter.

## Geschichte
Der Name Hammerteich leitet sich aus der damaligen Nutzung des Teiches ab. Landvogt Heinrich Anselm von Promnitz, Besitzer der Herrschaft Dobrilugk, ließ in den Jahren 1612 bis 1613 das Gelände, welches eine Senke bildete, und durch das die Schacke fließt, zu einem Teich anstauen. Das so entstandene Gewässer diente zur damaligen Zeit als Staugewässer für den Betrieb einer Wassermühle, aber auch der Fischzucht. Um den Raseneisenstein vor Ort verarbeiten zu können, wurde eine Schmelzhütte mit  einer  Hammermühle errichtet. In den Jahren des Dreißigjährigen Krieges wurde diese jedoch zerstört. Später dann als Sägemühle wiederaufgebaut, dienten die Gebäude bis ins 20. Jahrhundert einer Tuchfabrik der Herstellung von Stoffen. Die Bezeichnungen Hammermühle und Hammerteich haben sich jedoch bis in die heutige Zeit erhalten. Am mittlerweile durch die Bahnlinie Berlin-Dresden abgetrennten östlichen Teil des Teiches befand sich eine weitere Mühle, welche unter dem Namen Buschmühle bekannt war. Das Gewässer, welches heute ausschließlich der Fischproduktion dient,  liegt im Naturpark Niederlausitzer Heidelandschaft.